# 迈涅莱-蒙蒂尼
迈涅莱-蒙蒂尼（法語：Maignelay-Montigny，法語發音：[mɛɲlɛ mɔ̃tiɲi]）是法国瓦兹省的一个市镇，属于克莱蒙区。该市镇于1971年由原市镇迈涅莱（Maignelay）和蒙蒂尼（Montigny）合并而成。

## 地理
迈涅莱-蒙蒂尼（49°33'8"N, 2°31'13"E）面积18.79 平方千米，位于法国上法蘭西大區瓦兹省，该省份为法国北部内陆省份，北起索姆省，西接厄尔省和滨海塞纳省，南至塞纳-马恩省和瓦兹河谷省，东临埃纳省。
与迈涅莱-蒙蒂尼接壤的市镇（或旧市镇、城区）包括：布兰维莱拉莫特、夸夫雷勒、小克雷沃克尔、费里耶尔、戈当维莱、普兰瓦勒、拉沃内勒、桑莫兰维莱、圣马丹奥布瓦。
迈涅莱-蒙蒂尼的时区为UTC+01:00、UTC+02:00（夏令时）。

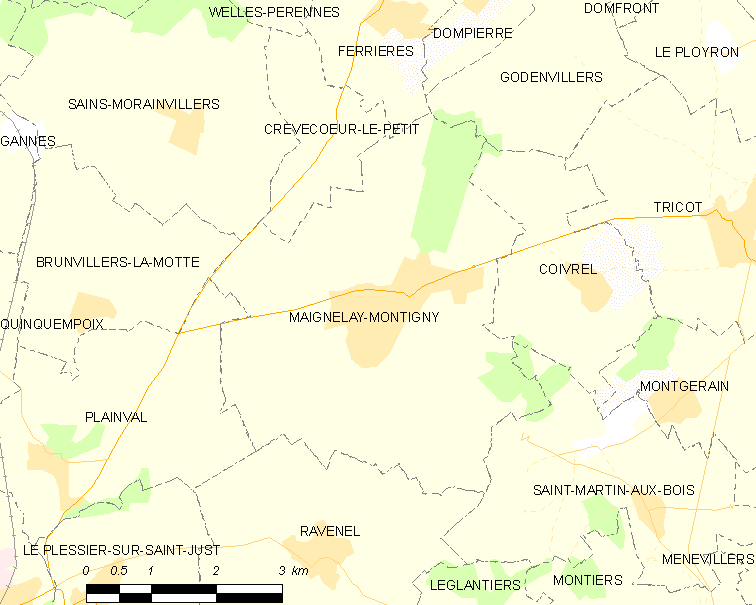
迈涅莱-蒙蒂尼的OSM定位图

## 行政
迈涅莱-蒙蒂尼的邮政编码为60420，INSEE市镇编码为60374。

## 政治
迈涅莱-蒙蒂尼所属的省级选区为埃斯特雷圣但尼县。

## 人口

1962-2008年间迈涅莱-蒙蒂尼人口变化图示

迈涅莱-蒙蒂尼于2022年1月1日时的人口数量为2493人。